# تفاوت‌های جنسیتی در پزشکی

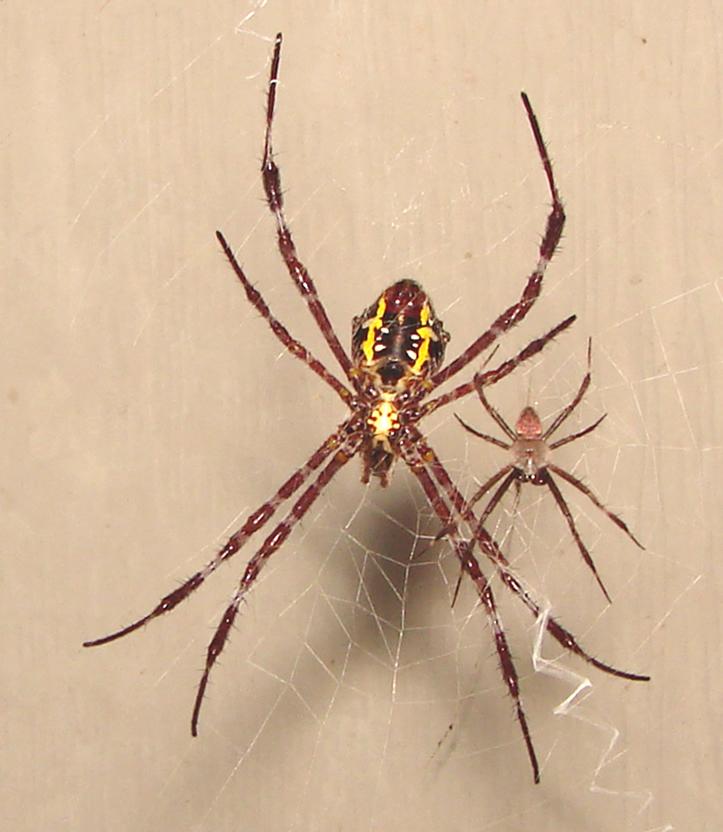
دودیسی جنسی - در برخی گونه‌های عنکبوت جنس ماده بسیار بزرگتر از جنس نر است.

تفاوت‌های جنسیتی در پزشکی (انگلیسی: Sex differences in medicine) شامل بیماری‌های خاص جنسی یا شرایطی است که فقط در افراد یک جنس اتفاق می‌افتد (به عنوان مثال، سرطان پروستات در مردان یا سرطان رحم در زنان). بیماری‌های مرتبط با جنسیت، بیماری‌هایی هستند که بیشتر برای یک جنس اتفاق می‌افتند (به عنوان مثال، لوپوس منتشر عمدتاً در خانم‌ها رخ می‌دهد). تفاوت جنسیتی در پزشکی نباید با تفاوت‌های جنسیتی اشتباه گرفته شود. نهاد پزشکی تفاوت‌های جنسی را به عنوان بیولوژیکی در سطح کروموزومی تشخیص می‌دهد، در حالی که تفاوت‌های جنسیتی بر اساس خودشناختی و عوامل دیگر، از جمله زیست‌شناسی، محیط زیست و تجربه است. تفاوت‌های جنسیتی در پزشکی نیز نباید با بیماری‌های منتقله از راه جنسی که بیماری‌هایی هستند که احتمال انتقال آن از طریق تماس جنسی وجود دارد، اشتباه گرفته شود.
از لحاظ تاریخی، تحقیقات پزشکی عمدتاً با استفاده از بدن مردانه به عنوان پایه‌ای برای مطالعات بالینی انجام شده‌است. یافته‌های این مطالعات اغلب در هر دو جنس مورد استفاده قرار می‌گیرند و ارائه‌دهندگان مراقبت‌های بهداشتی به‌طور سنتی در درمان هر دو بیمار مرد و زن به روش یکسان عمل می‌کنند. به تازگی، تحقیقات پزشکی آغاز به درک اهمیت در نظر گرفتن جنسیت کرده‌است. این تحقیقات نشان می‌دهد که علائم و پاسخ‌های پزشکی می‌تواند در بین جنس‌ها بسیار متفاوت باشد.